# Ubisoft Annecy
Ubisoft Annecy is een Frans computerspelontwikkelaar gevestigd in Annecy. Het bedrijf werd in 1996 opgericht als Ubisoft Simulations en is een dochteronderneming van Ubisoft.
De studio wordt tegenwoordig voornamelijk ingezet door Ubisoft om de multiplayermodi van verscheidene Ubisoft-titels te ontwikkelen. Tot nu toe hebben ze dat gedaan voor enkele spellen in de Splinter Cell en Assassin's Creed-serie.

## Ontwikkelde spellen
| Release | Titel                                        | Platform                                                                       | Noot                    |
| ------- | -------------------------------------------- | ------------------------------------------------------------------------------ | ----------------------- |
| 1999    | Rayman 2: The Great Escape                   | Nintendo 64                                                                    |                         |
| 1999    | Tonic Trouble                                | PlayStation 2, Xbox                                                            |                         |
| 2000    | Rayman Revolution                            | PlayStation 2                                                                  |                         |
| 2002    | Largo Winch: Empire Under Threat             | Nintendo GameCube, PlayStation 2, Windows, Xbox                                |                         |
| 2004    | Tom Clancy's Splinter Cell: Pandora Tomorrow | PlayStation 2, Windows, Xbox                                                   | Multiplayermodus        |
| 2005    | Tom Clancy's Splinter Cell: Chaos Theory     | PlayStation 2, Windows, Xbox                                                   | Multiplayermodus        |
| 2007    | Tom Clancy's Splinter Cell: Double Agent     | PlayStation 2, PlayStation 3, Windows, Xbox, Xbox 360                          | Multiplayermodus        |
| 2008    | Dark Messiah of Might and Magic: Elements    | Xbox 360                                                                       | Port van Windows-versie |
| 2009    | Assassin's Creed II                          | Mac OS X, PlayStation 3, Windows, Xbox 360                                     | Multiplayermodus        |
| 2010    | Assassin's Creed: Brotherhood                | Mac OS X, PlayStation 3, Windows, Xbox 360                                     | Multiplayermodus        |
| 2011    | Assassin's Creed: Revelations                | PlayStation 3, Windows, Xbox 360                                               | Multiplayermodus        |
| 2012    | Assassin's Creed III                         | PlayStation 3, Wii U, Windows, Xbox 360                                        | Multiplayermodus        |
| 2013    | Assassin's Creed IV: Black Flag              | PlayStation 3, PlayStation 4, Wii U, Windows, Xbox 360, Xbox One               | Multiplayermodus        |
| 2014    | Assassin's Creed Unity                       | PlayStation 4, Windows, Xbox One                                               | Multiplayermodus        |
| 2015    | Assassin's Creed Syndicate                   | PlayStation 4, Windows, Xbox One                                               |                         |
| 2016    | Tom Clancy's The Division                    | PlayStation 4, Windows, Xbox One                                               |                         |
| 2016    | Steep                                        | PlayStation 4, Windows, Xbox One                                               |                         |
| 2017    | Tom Clancy's Ghost Recon Wildlands           | PlayStation 4, Windows, Xbox One                                               |                         |
| 2017    | South Park: The Fractured but Whole          | PlayStation 4, Windows, Xbox One                                               |                         |
| 2019    | Tom Clancy's The Division 2                  | PlayStation 4, Windows, Xbox One                                               |                         |
| 2021    | Riders Republic                              | PlayStation 4, Windows, Xbox One, PlayStation 5, Xbox Series X/S, Stadia, Luna |                         |